# Коллекционная карточная игра
Коллекционная карточная игра (ККИ, англ. Collectible Card Game, Trading Card Game) — разновидность настольных игр. В отличие от традиционных карточных игр, коллекционные карточные игры используют специальные карты, схожие с коллекционными карточками. В крупных коллекционных карточных играх могут существовать тысячи различных карт. Нельзя приобрести все существующие карты одновременно; вместо этого от игроков ожидается, что они будут приобретать карты небольшими наборами и составлять свои индивидуальные колоды. Собственно игра между игроками ведётся с использованием различных правил, которые могут сильно различаться для разных игр.

## Общие черты ККИ
Существует большое количество ККИ разных издателей. Каждая ККИ имеет свою структуру, свои правила, свои карты. Тем не менее, у них есть общие черты.
- В подавляющем своём большинстве ККИ представляют собой стратегические игры с элементом случайности.
- Играющие сами составляют колоды карт. В ККИ имеется огромное количество карт — намного больше, чем может попасть в колоду.
- Карты продаются в виде случайных наборов. Поэтому, чтобы собрать конкурентоспособную колоду, приходится не только покупать эти наборы в магазине, но и покупать, продавать и менять карты «из рук в руки».

## Подробности
Помимо общих правил, описанных в инструкции, каждая карта имеет свои эффекты и особенности, описанные прямо на карте. Кроме того, карты украшены рисунками, обычно соответствующими смыслу карты.
В ККИ игрок сам составляет свою колоду (для начинающих продаются сформированные наборы — «стартеры»). Формирование колоды позволяет разнообразить игру и даёт возможность игроку использовать свою стратегию и тактику. Поскольку количество разнообразных карт в ККИ может на порядки превышать стандартный размер колоды и сами они отличаются зачастую уникальными свойствами, то количество возможных колод становится практически бесконечным. Однако действительно конкурентоспособных колод обычно немного, особенно в рамках одного издания.
Помимо стартеров, также продаются «бустеры» (booster) — наборы случайно подобранных карт. Например, в Magic: The Gathering бустер состоит из 15 карт разной степени редкости. Учитывая, что в ККИ обычно разновидности карт каждой редкости исчисляются десятками, легко понять, что редкие карты ценятся значительно дороже и достать их бывает весьма трудно.
Хотя некоторые игры используют бросание кубиков, основной элемент случайности, конечно, предоставляется самими картами, которые могут разложиться тысячами вариантов. «Нерасклад» может позволить выиграть одну игру у кого угодно, даже у самого сильного профессионала. Настоящим мастерством считается умение составлять колоды, минимально подверженные «нераскладу».
Коллекционными эти игры называются потому, что количество карт значительно больше, чем используется одним игроком, и приобрести сразу все существующие карты невозможно. Помимо самого процесса игры, для игрока важным становится получить карты, которые считаются редкими. Можно сказать, что процесс обмена, покупки, продажи карт является одной из составляющих частей удовольствия, получаемого от ККИ игроками, и дохода, получаемого производителями. Многие игроки собирают тематические коллекции; к примеру, в Magic: The Gathering принято собирать карты существ одного типа — эльфов, ангелов, зверей и многих других.
Во многих ККИ принято издавать ограниченный тираж специальных переливающихся «фойловых» (foil) карт. Они обычно ценятся в полтора-два раза дороже обычных и очень часто являются предметом коллекционирования.

## История
Коллекционирование бейсбольных карточек — традиционное хобби в США, появившееся ещё в середине XIX века. От бейсбольных карточек до ККИ остался один, но очень важный шаг — кодифицированные правила и написанные на картах особенности. И этот шаг преодолела Allegheny Card Company, выпустив набор из 104 карт с изображениями бейсболистов. Игра оказалась непопулярной и ныне известна разве что коллекционерам.
Снова концепцию ККИ разработал математик Ричард Гарфилд, выпустив в 1993 году Magic: The Gathering. В 1997 году компании Wizards of the Coast был дан зонтичный патент, покрывающий практически все виды коллекционных игр (имеющихся и будущих). Связанные с патентом разбирательства между Wizards of the Coast и Pokemon USA были решены во внесудебном порядке, подробности засекречены.

### Комментарии
1. ↑  Collectible Card Game (CCG) также известны известны как Trading Card Game (TCG), Customizable Card Game, Expandable Card Game (ECG — см Age of Empires II) или просто как карточные игры. Такие термины часто используются как взаимозаменяемые из-за авторских прав и маркетинговых стратегий компаний, разрабатывающих игры[1].